# Force aérienne érythréenne
La Force aérienne érythréenne est la composante aérienne des forces de défense érythréennes.

## Histoire

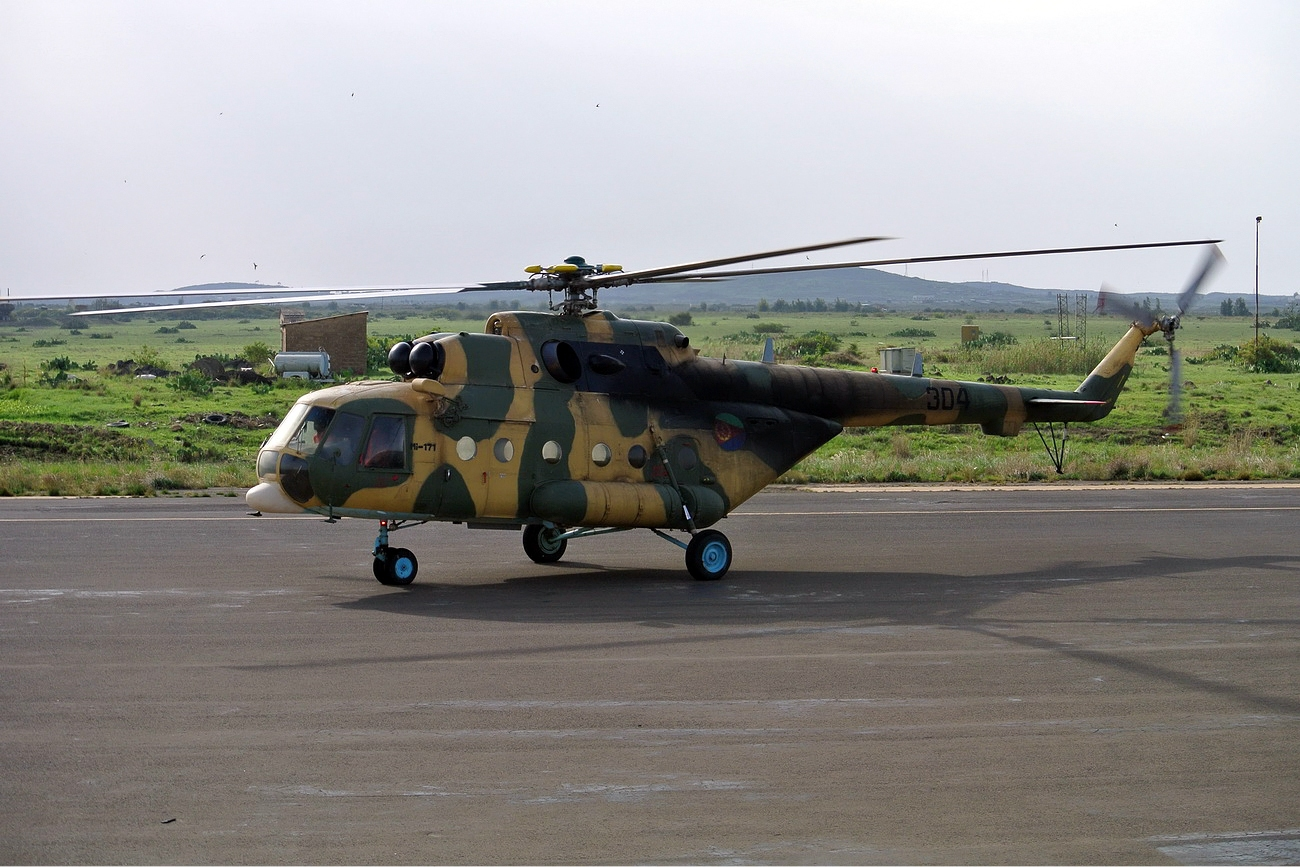
Un Mil Mi-171 érythréen.

Elle est fondée par le général Habtezion Hagdu, un héros de la guerre d'indépendance de l'Érythrée, qui est en prison depuis 2004, coupable d'avoir dénoncé la dérive dictatoriale du président de l'Érythrée Issayas Afeworki, en 1991, un peu plus d’une année avant la déclaration d’indépendance du pays le 24 mai 1993, et sa sécession irrévocable d’avec l’Éthiopie, à l’issue de décennies de guerre. 
La nouvelle arme fut fondée autour d’un noyau très restreint d’anciens pilotes et de techniciens érythréens ayant servi dans la force aérienne éthiopienne. Ceux-ci gérèrent la montée en puissance de l’Eritrean Air Force (ERAF) de manière cohérente, malgré le peu de ressources financières disponibles dans un des pays les plus pauvres du monde, de surcroît marqué par les destructions causées par la guerre d’indépendance. Ils commencèrent par acquérir six  monomoteurs Valmet L-90 TP Redigo d’entraînement en Finlande, suivis peu après par quatre Harbin Y-12 chinois de transport léger.Il s’agissait d’une approche destinée à assurer la montée en compétence progressive du personnel de la petite institution. Une nouvelle étape fut encore franchie en 1996, avec la mise en service de six mono-réacteurs d’entraînement avancé et d’attaque légère Aermacchi MB-339 dont la livraison commence en aout 1997. Ainsi, en 1998, une douzaine de nouveaux pilotes avaient été formés, avec l’aide de l’Italie, et surtout de l’Éthiopie.
Elle participe à la guerre entre l'Érythrée et l'Éthiopie où elle se fit livrer par l’Ukraine fin 1998 cinq MiG-29, répartis entre quatre monoplaces et un biplace, accompagnés d’un stock de missiles R-27 et R-73 affecté au 5e squadron. Elle perdra un minimum de deux MiG-29 face au Soukhoï Su-27 Flanker de la Force aérienne éthiopienne qui dominé ce conflit. 
Un Mig-29 est abattu le 25 février 1999 et un MiG-29UB détruit le 26 par des missiles R-27 tirés par ces Su-27, et des rumeurs annoncent probablement deux autres pertes le 21 mars. D'autres affrontements ont eu lieu en mai 2000, avec en particulier deux autres MiG-29 détruits le 16. Il est rapporté que les MiG-29 érythréens ont abattu deux MiG-21, trois MiG-23, et un Su-25 éthiopiens.
Elle est, fin 2016, en mauvaises conditions. Plusieurs défections de pilotes avec leurs appareils ont lieu. En plus de la pénurie de carburant, son matériel se détériore, alors qu'il est difficile pour le gouvernement d'effectuer les réparations, étant sous embargo militaire depuis 2009.

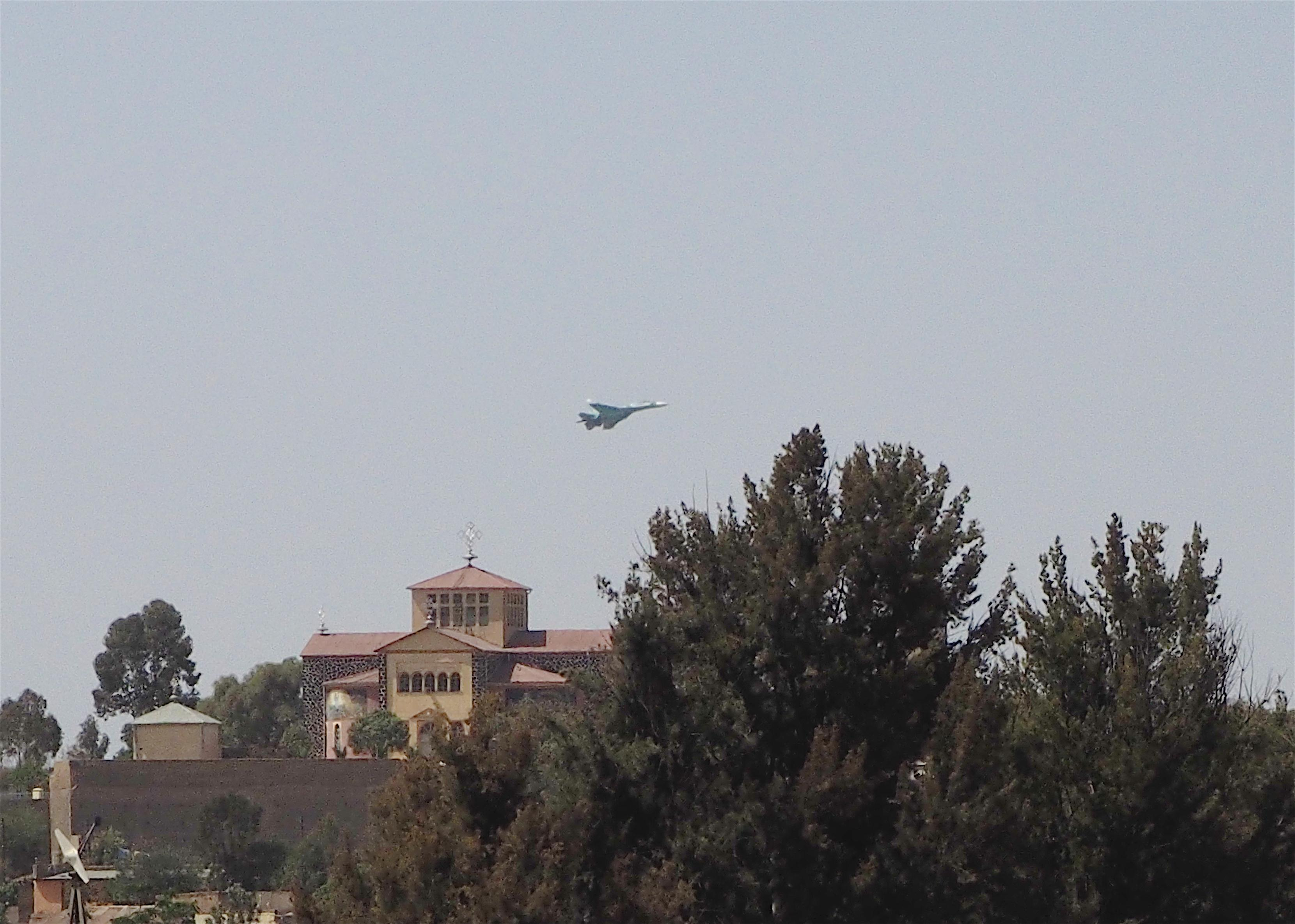
Un Su-27 de l'armée Erythréen

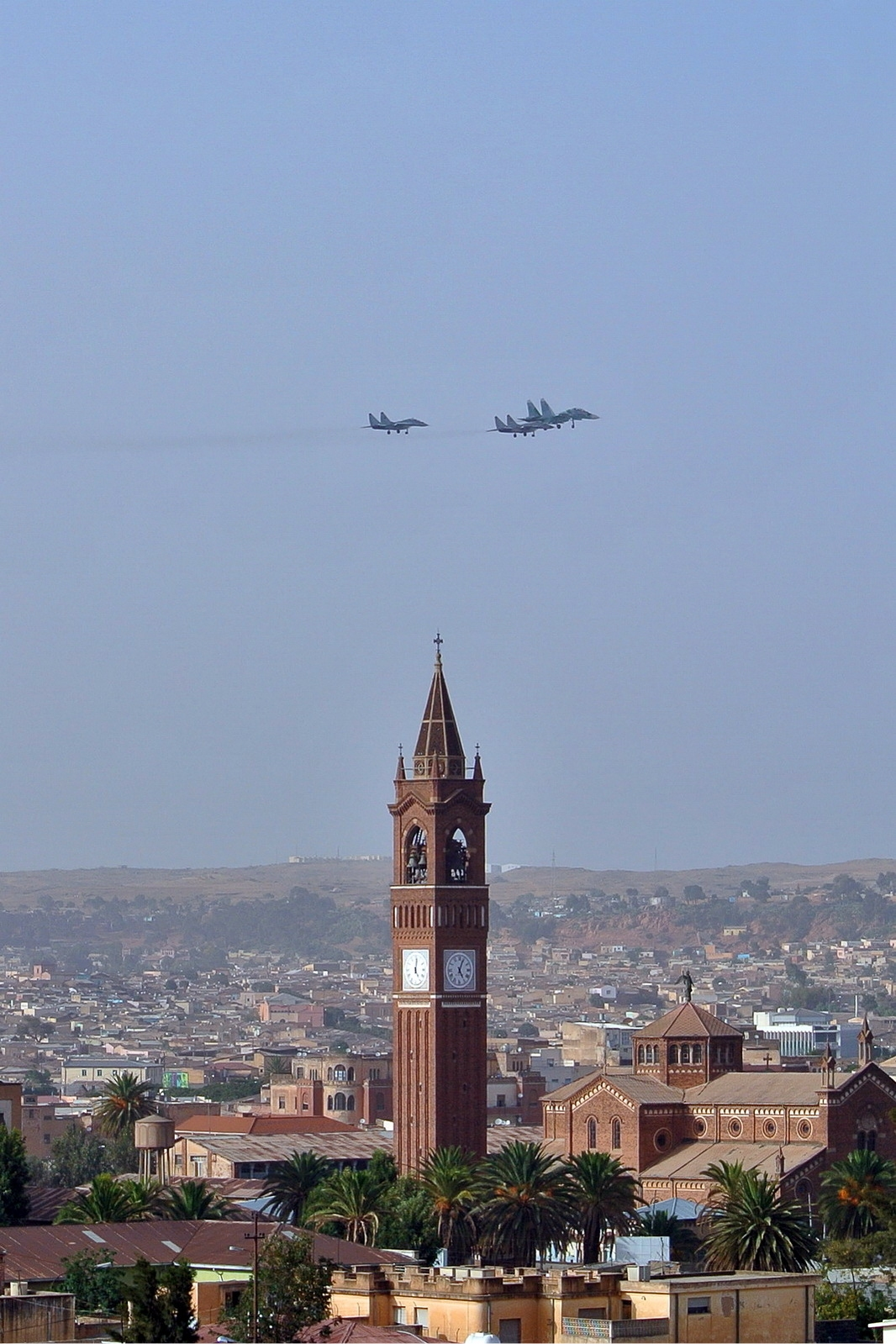
Des Sukhoi Su-27UB de l'armée de l'air érythréenne survolant Asmara

## Aéronefs
L'International Institute for Strategic Studies estime que les appareils en service en 2016 sont les suivants :
| Aéronefs                  | Origine          | Type                                  | En service      | Versions                 |
| Avion de chasse           | Avion de chasse  | Avion de chasse                       | Avion de chasse | Avion de chasse          |
| ------------------------- | ---------------- | ------------------------------------- | --------------- | ------------------------ |
| Mikoyan-Gourevitch MiG-29 | Union soviétique | Avion multirôle                       | 42 2            | MiG-29AMiG-29UBMiG-29SMT |
| Soukhoï Su-27             | Union soviétique | Avion multirôle                       | 1               | Su-27Su27UBK             |
| Avion de transport        |                  |                                       |                 |                          |
| Beechcraft 200            | États-Unis       | Avion de transport léger              | 1               | Beech 200 King Air       |
| Harbin Y-12               | Chine            | Avion de transport léger              | 4               | Y-12(II)                 |
| Avion d'entraînement      |                  |                                       |                 |                          |
| Aermacchi MB-339          | Italie           | Avion d'entraînement                  | 4               | MB-339CE                 |
| Hélicoptère               |                  |                                       |                 |                          |
| Bell 412                  | États-Unis       | Hélicoptère utilitaire                | 1               | AB-412                   |
| Mil Mi-17                 | Union soviétique | Hélicoptère de transport              | 6               | Mi-171                   |
| Mil Mi-24                 | Union soviétique | Hélicoptère de transport et de combat | 6               | Mi-24Mi-35               |